# Georges Dargaud
Georges Dargaud (París, 27 de abril de 1911-ib., 18 de julio de 1990) fue un editor y empresario francés, fundador de la editorial Dargaud.

## Biografía
Antes de dedicarse al mundo editorial, Dargaud trabajaba en una agencia de publicidad. En 1936 fundó junto a su esposa Irene la empresa Dargaud S.A., dedicada en un primer momento a la comunicación corporativa y a la edición de revistas familiares. En 1943 la reconvirtió en una editorial y empezó a publicar historietas con dos revistas de efímero recorrido: Allô les jeunes! (1943) y Bob et Bobette (1946-1948). También fue uno de los impulsores de las revistas temáticas para mujeres.
En 1948, Dargaud conoció al editor belga Raymond Leblanc, quien publicaba en su país la afamada revista Le Journal de Tintin y quería lanzar una edición francesa. Varias editoriales galas habían rechazado trabajar con él porque Hergé, el creador de Tintín, había sido acusado de colaboracionismo durante la Segunda Guerra Mundial. Sin embargo, Dargaud vio una oportunidad de expandir su negocio hacia la historieta franco-belga y obtuvo la exclusividad para editar el Journal de Tintin hasta 1975.
En 1960 compró Pilote, una revista de historieta infantil fundada por varios de los autores más importantes del país. A pesar de que el semanario registraba buenas ventas, sus fundadores no podían afrontar los gastos editoriales y Dargaud se hizo con ella a un precio simbólico. La buena acogida de las series que se publicaban allí, especialmente de Astérix el Galo y de Lucky Luke, le llevó a recopilarlas en álbumes que se convirtieron en un éxito a nivel europeo, así como a crear adaptaciones de dibujos animados. Otras cabeceras publicadas por su grupo eran Charlie Mensuel (historieta para adultos), Rustica (jardinería) y L'Automobile Magazine (automóviles).
Éditions Dargaud mantuvo la licencia de Astérix hasta 1978, tras la publicación de Astérix en Bélgica. Después de que el guionista René Goscinny falleciese durante su desarrollo, Dargaud y el dibujante Albert Uderzo discrepaban sobre el futuro de la colección. Al final la relación entre ambos se rompió, y Uderzo montó su propia editorial con los herederos de Goscinny para seguir publicando nuevos álbumes. Dargaud mantuvo los derechos de explotación sobre los 24 primeros títulos hasta 1994.
La caída de ventas en los años 1980 obligó a Georges a cerrar las revistas de historieta; en 1986 fusionó Charlie Mensuel con Pilote para crear la nueva cabecera Pilote et Charlie, y dos años después la rebautizó con la marca original. A pesar de estos cambios, Pilote dejó de editarse en octubre de 1988.
En enero de 1989, Dargaud vendió la editorial al conglomerado Média Participations. El editor falleció el 18 de julio de 1990 a los 79 años.